# Палмейранти

Палмейранти на карте штата.

Палмейранти (порт. Palmeirante) — муниципалитет в Бразилии, входит в штат Токантинс. Составная часть мезорегиона Западный Токантинс. Входит в экономико-статистический микрорегион Арагуаина. Население составляет  4 954 человека на 2010 год. Занимает площадь 2 640,816 км². Плотность населения — 1,88 чел./км².

## Демография
Согласно сведениям, собранным в ходе переписи 2010 г. Национальным институтом географии и статистики (IBGE), население муниципалитета составляет:
| Полное население                               | Полное население                               | Полное население                               | Полное население                               | 4 954 |
| ---------------------------------------------- | ---------------------------------------------- | ---------------------------------------------- | ---------------------------------------------- | ----- |
| в том числе:                                   | Городское население                            | 1 926                                          | Процент городского населения, %                | 38,88 |
|                                                | Сельское население                             | 3 028                                          | Процент сельского населения, %                 | 61,12 |
|                                                | Мужское население                              | 2 659                                          | Процент мужского населения, %                  | 53,67 |
|                                                | Женское население                              | 2 295                                          | Процент женского населения, %                  | 46,33 |
| Плотность населения, чел/км²                   | Плотность населения, чел/км²                   | Плотность населения, чел/км²                   | Плотность населения, чел/км²                   | 1,88  |
| Население муниципалитета в % к населению штата | Население муниципалитета в % к населению штата | Население муниципалитета в % к населению штата | Население муниципалитета в % к населению штата | 0,36  |

По данным оценки 2016 года население муниципалитета — 5 651 житель.

## Статистика
- Валовой внутренний продукт на 2003 составляет 6.765.088,00 реалов (данные: Бразильский институт географии и статистики).
- Валовой внутренний продукт на душу населения на 2003 составляет 1.858,54 реалов (данные: Бразильский институт географии и статистики).
- Индекс развития человеческого потенциала на 2000 составляет 0,616 (данные: Программа развития ООН).

## Важнейшие населенные пункты
| № | Населённый пункт | Населённый пункт (порт.) | Категория | Население чел. (2010) | На карте                       |
| - | ---------------- | ------------------------ | --------- | --------------------- | ------------------------------ |
| 1 | Палмейранти      | Palmeirante              | город     | 1 926                 | 7°51′32″ ю. ш. 47°55′44″ з. д. |
| 2 | Пасьенсия        | Paciência                | поселок   | 266                   | 8°04′34″ ю. ш. 48°11′12″ з. д. |
| 3 | Сесиландия       | Cecilândia               | поселок   | 156                   | 7°41′43″ ю. ш. 48°01′31″ з. д. |
| 4 | Кунья            | Cunha                    | поселок   | 121                   | 7°55′42″ ю. ш. 48°05′22″ з. д. |